# Epigonus merleni
Epigonus merleni är en fiskart som beskrevs av Mccosker och Long, 1997. Epigonus merleni ingår i släktet Epigonus och familjen Epigonidae. Inga underarter finns listade i Catalogue of Life.